# Nord Rupes
La Nord Rupes è una struttura geologica della superficie di Marte.